# Carl Gustav Blanckertz

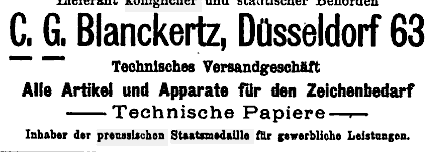
„Lieferant königlicher und städtischer Behörden
CG Blanckertz, Düsseldorf 63
Technisches Versandgeschäft
Alle Artikel und Apparate für den Zeichenbedarf
––– Technische Papiere –––
Inhaber der preussischen Staatsmedaille für gewerbliche Leistungen“

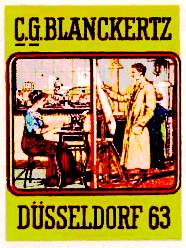
CG Blanckertz
Düsseldorf 63

Carl Gustav Blanckertz (* 1. Juni 1873 in Düsseldorf; † 26. Januar 1953 in Düsseldorf) war ein deutscher evangelischer Kaufmann, der mit der „Preußischen Staatsmedaille für gewerbliche Leistungen“ ausgezeichnet wurde. Besonders bemerkt wurden seine technischen Verbesserungen bei der Schreibmaschinenarbeit, aber auch seine Drucke, die in Wasmuths Monatsheften für Baukunst erschienen.

## Geschichte
Blanckertz heiratete am 13. Juni 1905 in Dover Dorothea Mathilde, geb. Böhmer (* 18. Dezember 1869 in Wiesbaden; † 9. Juni 1957 in Düsseldorf-Oberkassel).
1889 betrieb C.G.Blanckertz eine Papier- u. Schreibmaterialienhandlung en gros an der Hubertusstr. 32. Blanckertz wohnte an der Hubertusstraße 40. Bekannt war sein im Jahre 1900 erbautes Geschäftshaus an der Hubertusstraße 34. So würdigte der Düsseldorfer Architekten und Ingenieurverein die Fassadengestaltung und Grundrisslösung des Hauses. Das Gebäude wurde nach einem Entwurf von Peter Paul Fuchs mit Anklängen an „englische Formen“ erbaut und zählte mit den Kontorräumen (Erdgeschoss), Lagerräumen (Keller u. Hofunterkellerungen) und der Lichtpauseanstalt (3. Obergeschoss) zu den „Geschäftshäuser[n] für besondere Geschäftszweige“

„Das im Jahre 1900 durch den Architekten P.P. Fuchs ausgeführte Geschäftsgebäude der Firma C.G. Blanckertz, Hubertusstraße Nr. 34, enthält im Erdgeschosse (Abb. 498) die Kontorräume, im Kellergeschosse und den Hofunterkellerungen die Lager, und im dritten Obergeschosse – mit grossem Belichtungsboden – die Lichtpauseanstalt der Firma. Aus der Eigenart des Grundstücks und der Bauaufgabe folgte der malerische Aufbau der an englische Formen angelehnten Aussenerscheinung (Abb. 499). Die Kosten des der Hauptsache nach massiven und feuersicheren Gebäudes betrugen insgesamt 80000 M, oder für das Kubikmeter umbauten Raums 23 M.“

Im Düsseldorfer Adressbuch von 1938 wird C.G. Blanckertz als Eigentümer des Hauses Hubertusstraße 34 genannt. Blanckertz wohnte jedoch selbst ab dem 16. Juni 1937 in der Markgrafenstraße 29. Er verstarb am 26. Januar 1953 in Düsseldorf-Oberkassel.

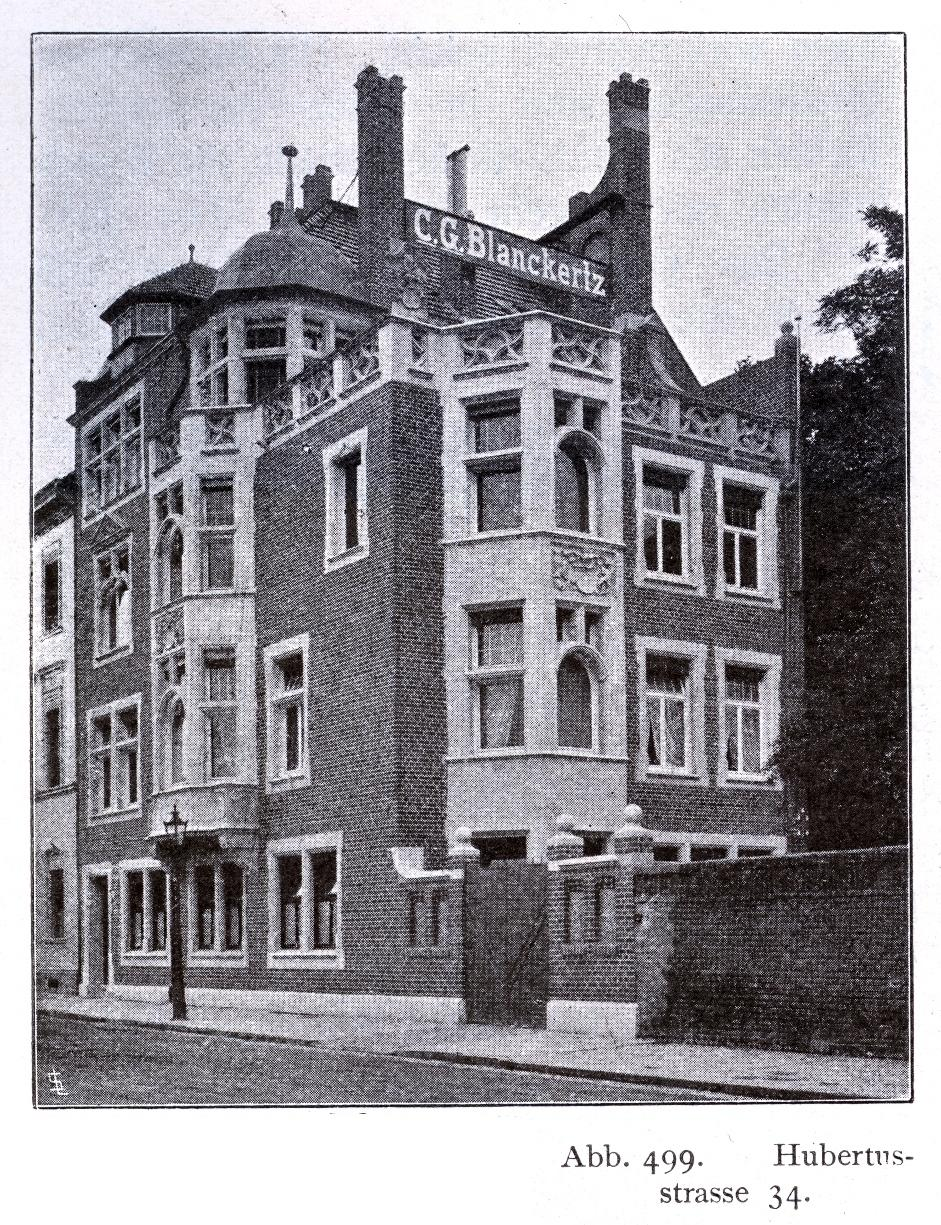
Geschäftsgebäude der Firma C. G. Blanckertz an der Hubertusstraße 34 in Düsseldorf, erbaut vom Architekten Peter Paul Fuchs im Jahre 1900
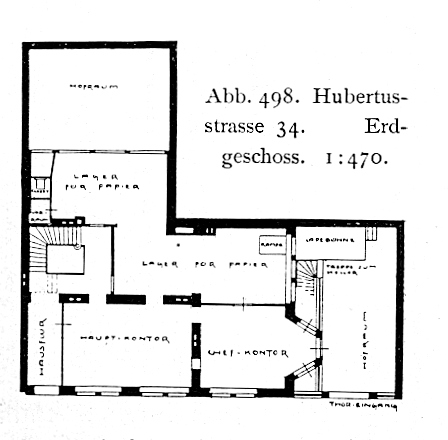
Grundriss Geschäftsgebäude Hubertusstraße 34

## Würdigungen
CG Blanckertz erhielt die „Preußische Staatsmedaille für gewerbliche Leistungen“:

„Lieferant königlicher und städtischer Behörden CG Blanckertz, Düsseldorf 63 Technisches Versandgeschäft Alle Artikel und Apparate für den Zeichenbedarf Technische Papiere Inhaber der preussischen Staatsmedaille für gewerbliche Leistungen“

„Mit Mustern und Preisen dient gerne CG Blanckertz, Inhaber der preuß. Staatsmedaille Düsseldorf 56 Fachgeschäft für Zeichenbedarf Lichtpause-Anstalt.“

## Werke

### Konzepthalter

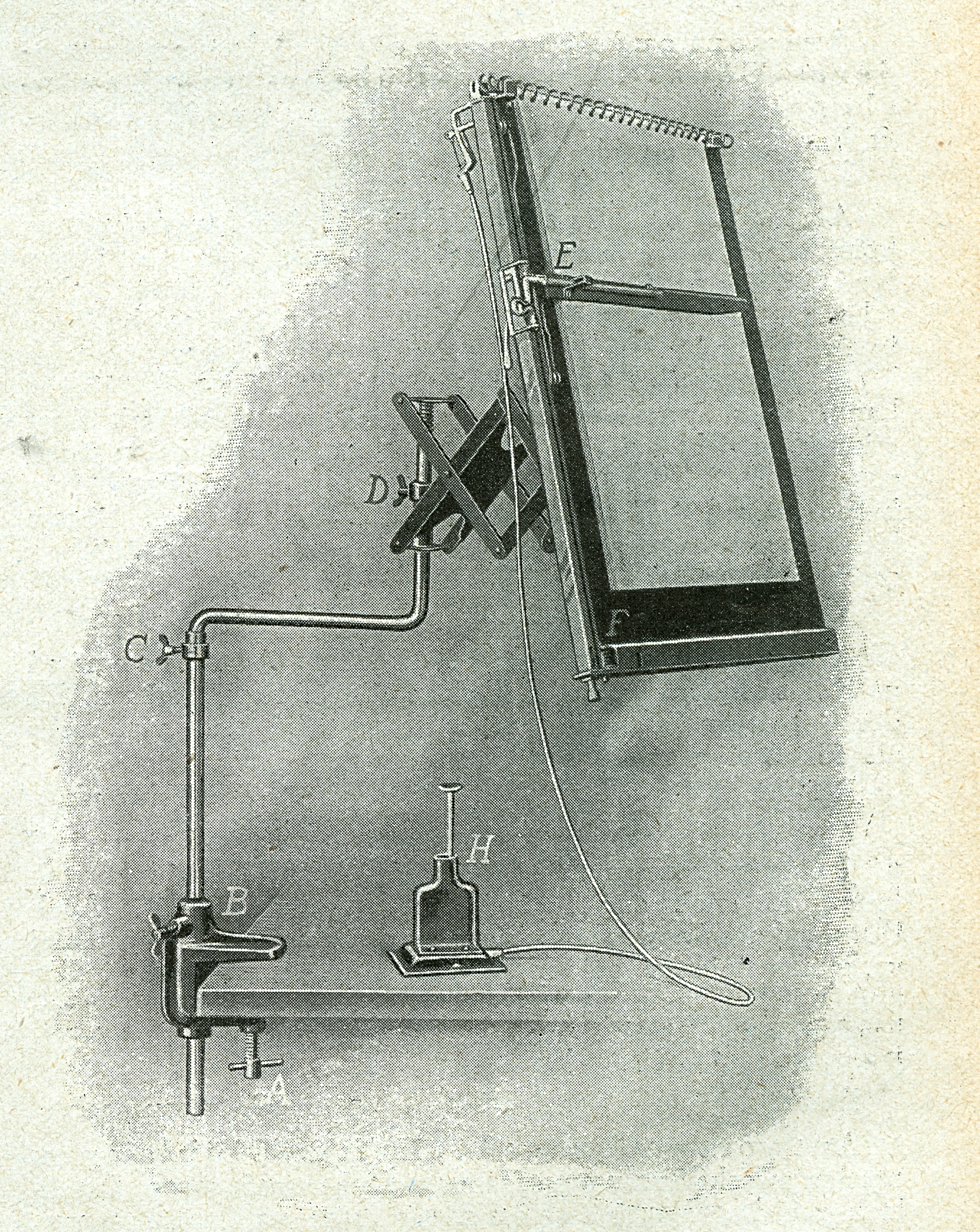
Konzepthalter für Schreibmaschinenarbeit

Bekannt wurde die Firma C.G. Blanckertz für das Verbessern der Arbeit mit der Schreibmaschine. Der von der Firma entwickelten Konzepthalter „Ideal“ ließ sich in jeder Lage am Tisch mit einer Schraubenzwinge anbringen. Weiter zeichnete sie sich durch eine eigene Zeileneinstellung aus, die das Ablesen „sehr erleichtert“ sollte: 

„Der von Dr. Schulte empfohlene Konzept- und Lampenhalter ist sicherlich ein sehr zweckmäßiges Gerät. Man kann sich aber auch auf andere Weise helfen. Als Lampe allein empfehle ich die der Lobensteiner Metallwerke. Sie läßt sich an jeder Maschine bestigen und gibt ein helles und gleichmäßiges Licht. Da die Seitwärtswendung der Augen bei feststehendem Kopfe ausgiebiger ist als die Aufwärts- und Abwärtswendung (Blickhebung und-Senkung), manchem vielleicht auch angenehmer, so wird nicht jeder die Anordnung des Konzeptes über dem eingespannten Schreibmaschinenpapier bequem finden. In letzterer Lage verdeckt auch das Konzept den bereits beschriebenen Teil des Papiers und erschwert das nachsehen oder Vergleichen. Dazu eignet sich besser der Konzepthalter „I d e a l“ der Firma C.G. Blanckertz in Düsseldorf, der sich in jeder Lage am Schreibmaschinentisch durch eine Schraubenzwinge befestigen läßt und eine eigene Zeileneinstellung hat, die das Ablesen sehr erleichtert […]“

### Drucke
Zu den Werken der Düsseldorfer Firma CG Blanckertz zählten auch Prospekte und Muster, die in „Wasmuths Monatshefte für Baukunst“ erschienen. Der „Geographischer Anzeiger“ beschreibt eine Karte der Düsseldorfer Firma CG Blanckertz als „bewundernswerte Leistung“. Andere Werke der Firma waren verschiedene Pulchra Drucke und farbige, topographische Karten.